# Manuel Briceño Pardo
Manuel Briceño Pardo (Bogotá 20 de septiembre de 1908-Bogotá Siglo XX) fue un político y dirigente deportivo colombiano. Fue Alcalde de Bogotá.

## Biografía
Participó en la fundación de Millonarios Fútbol Club, el 18 de junio de 1946.Debido a su filiación al Partido Conservador Colombiano influyo al uso de uniforme azul y blanco por ese equipo.Además escribiría el himno del mismo.
Fue designado Alcalde de Bogotá en el gobierno de Roberto Urdaneta.
Como alcalde preparo un albergue para niños abandonados.Creó la Avenida Mariscal Sucre.Estableció la regulación sobre la leche.

## Homenajes
Se disputó el Trofeo Manuel Briceño Pardo en 1983.